# 青林堂
株式会社青林堂（せいりんどう）は、東京都渋谷区に本社を置く1962年創業の老舗出版社である。
漫画専門出版社の草分け的存在で「ガロ系」と称される一群の漫画作家を輩出し、日本漫画文化史上に一時代を築いたと言われる。

## 歴史

### 前史
1959年、貸本漫画出版社の「日本漫画社」を経営していた長井勝一の友人である小出英男、夜久勉の出資により、長井を業務責任者とし、青林堂の前身となる「三洋社」が設立される。青林堂の成立時期に関しては、元・青林堂編集者の高野慎三によれば、定かではなく、1957年発行の貸本業界の機関紙『全国貸本新聞』の1962年には青林堂の広告が掲載されているが、それ以前にはないのでこの年が発足時期だろうと推測している。また、白土三平の『サスケ』が刊行されていたのと同時期に、長井が参加していた三洋社からは『忍者武芸帳 影丸伝』が続刊され、即ち『サスケ』と『忍者武芸帳』は三洋社と青林堂から同時期に出版されていたという。さらには、高野は青林堂の前身は新刊書店で長井の実姉の長井貴久子夫妻が経営していた「青林堂」であり、長井がかかわる前から存在していたように見え、青林堂を立ち上げたのはこの姉ではないかとも証言している。それは、貴久子が高野が入社した1966年当時、長井に対してオーナー然とした態度で接し、「石森さん」「赤塚さん」と親しげに口にしていたことなどから推測されたとしている。
三洋社では白土三平の『忍者武芸帳』や水木しげるの『鬼太郎夜話』などの貸本漫画を世に送り出しヒットさせた。特に白土の『忍者武芸帳』は1962年まで全17巻を刊行する。これは当時としても破格の大長編であり、貸本漫画最大のヒットとして金字塔を打ち立てる。
白土の『忍者武芸帳』は、それまでの荒唐無稽な忍者漫画とは異なり、作中で使用される忍術にも科学的考証による説明が与えられ、リアリティが醸し出されていた。手塚治虫によると、白土が登場してから子供漫画には重厚なドラマ、リアリティ、イデオロギーが要求されるようになったという。
『忍者武芸帳』で展開される階級闘争は、労働者階級の読者からインテリ層まで絶大な支持を受け、全共闘世代のバイブル的存在となる。また『忍者武芸帳』は安保闘争と関連づけて論じられることも多かったが、長井や白土本人は「読者が安保闘争に関連づけて読むのは勝手である」としつつも「あれと安保は余り関係がない」と語るなど、特に時流を意識していた訳でもなかったという。

### 黎明期
三洋社の解散後、長井勝一は1962年に神田神保町で新出版社「青林堂」を創業する。当初は三洋社時代と同様に貸本漫画を中心に出版していたが、1964年7月24日より白土三平と共同で漫画雑誌『月刊漫画ガロ』を創刊する。当時は劇画ブーム前夜であり、『ガロ』は全共闘時代の大学生に強く支持され一世を風靡した。後に7月24日は「劇画の日」と呼ばれるようになる。
元々『ガロ』は題材・内容と、そのスケールから連載する場所が無かった白土の漫画『カムイ伝』の連載の場を設けることが創刊の最大の目的であった。同時に、活躍の場を失いつつあった貸本漫画家への媒体提供と、新人発掘のためという側面もあった。また青林堂では商業的なメジャー系出版社の漫画事業と対極のスタンスで、掲載作品の作品性を重視する編集方針を取り、白土三平や水木しげるといった有名作家から、つげ義春、花輪和一、安部慎一、鈴木翁二、古川益三、蛭子能収、根本敬、山田花子、ねこぢる、山野一、みうらじゅん、内田春菊、林静一、丸尾末広、近藤ようこ、杉浦日向子、やまだ紫、矢口高雄、ひさうちみちお、久住昌之、古屋兎丸、福満しげゆきといった「ガロ系」と称される一群の漫画作家に表現の場を与え輩出し、日本漫画文化史上に一時代を築いた。
1960年代の『ガロ』は、白土三平の『カムイ伝』と水木しげるの『鬼太郎夜話』の2本柱でおよそ100ページを占め、残るページをつげ義春、滝田ゆう、池上遼一、つりたくにこ、佐々木マキ、勝又進、永島慎二などがレギュラーとして作品を発表していた。新人発掘にも力を入れていた当時の青林堂には、毎日のように作品が郵送で届き、多いときには2日、最低でも3日に一人は作品を小脇に抱えた若者が訪れたという。当時の編集部では実質的に編集を任されていた高野慎三（権藤晋）と長井の二人で新人を発掘していった。高野は特に『ガロ』に発表された“既成のマンガのワクを乗り越え、新しいマンガの創造を”と謳った「白土テーゼ」を信奉し、つげ以降のマンガ表現に大いなる関心を寄せていた。
『ガロ』は商業性よりも作品を重視、オリジナリティを何より第一としたため、編集者の干渉が比較的少なく、作家側にすれば自由に作品を発表出来たため、新人発掘の場として独創的な作品を積極的に掲載した。このことは、それまで漫画という表現を選択することのなかったアーティストたちにも門戸を開放する結果となり、ユニークな新人が続々と輩出されるようになった。
発刊3年後の1967年には、主に『カムイ伝』を目当てにした小学館による買収および、当時の同社の中学生以上の男性向け雑誌『ボーイズライフ』との統合話が持ち上がったが、無名の新人を発見し育てるのが『ガロ』の目的という長井の意向から破談に終わる。後にこの構想は1968年の『ビッグコミック』創刊に結実する。
1968年にはつげ義春が6月増刊号に『ねじ式』を発表、これは漫画史上において初めてシュルレアリスム表現を革新的に取り入れた記念碑的作品となり、現在に至るまで漫画界のみならず数々の作家に多大な影響を与え続けている。

### 長い不遇の時代
つげ義春が1970年の『やなぎ屋主人』完結を最後に休筆に入ったのに加えて、同年には滝田ゆうの『寺島町奇譚』の連載が終了、1971年には白土の『カムイ伝』が終了し、これと共に『ガロ』の売上は徐々に下降線をたどり、原稿料も既に支払を停止せざるを得なくなっていった。水木しげるが『ガロ』1970年10月号から連載を開始した『星をつかみそこねる男』も連載中は青林堂の経営悪化が原因で原稿料が全く支払われなかったという。『ガロ』を強く意識していた手塚治虫の漫画雑誌『COM』は『ガロ』のように「原稿料ゼロ」という訳にはいかず、1971年末に廃刊する。
時期を同じくして水木しげる、林静一、つげ忠男、楠勝平、佐々木マキ、辰巳ヨシヒロら黎明期の作家陣が『ガロ』の誌面から姿を消す。その一方で『カムイ伝』の連載が終了した1971年7月号で花輪和一が入選したのを皮切りとして同年10月号では川崎ゆきおが入選、1973年には蛭子能収、菅野修、ますむらひろしが入選。これに加えて安部慎一、鈴木翁二、古川益三ら「ガロ三羽烏」や「一二三トリオ」と称された文学性の強い新人作家が同時期に入選し、『ガロ』の世代交替が起こる。後に古川は中野ブロードウェイに漫画専門の古書店「まんだらけ」を開店する。
1973年7月号には赤瀬川原平が『ねじ式』の画期的なパロディ漫画『おざ式』を描く。同年、長井勝一は山上たつひこ初期の代表作『喜劇新思想大系』の単行本刊行に際して山上と打ち合わせを行う。この打ち合わせで長井は「あれは面白いけれど、あくまでも大人のものだから『喜劇新思想大系』を子供向けにして出版社に持っていったら受けるんじゃないか」と山上に助言し『がきデカ』誕生の契機を作る。1976年4月号からは糸井重里原作・湯村輝彦作画による元祖ヘタウマ漫画『ペンギンごはん』の連載が開始、蛭子能収や根本敬、みうらじゅんなど『ガロ』出身の作家に多大な影響を与え、1980年代におきるヘタウマブームの嚆矢となる。
その後、当時編集部に在籍していた編集者であった南伸坊や渡辺和博らが一時編集長となり、面白ければ漫画という表現に囚われぬという誌面作りを提唱（＝「面白主義」）した。その結果、サブカルチャーの総本山的な立場として一部のマニア、知識者層、サブカルチャーファンなどに一目置かれる。しかし1980年代には、バブル景気で金余りの世相にありながら『ガロ』の部数は実売3000部代まで落ち込み、神田神保町の明治大学裏手の材木店の倉庫の二階に間借りして細々と営業する経営難を経験する。
この頃になると社員ですらまともに生活が出来ないほど経営が行き詰まっており、完全に単行本の売上によって雑誌の赤字を埋めるといういびつな体制になっていた。それでも社員編集者たちは『ガロ』以外の媒体から単行本を刊行させてくれる作家を見つけ、編集の合間に営業や倉庫の在庫出し、返品整理をするなどして『ガロ』を支え続けた。また「『ガロ』でのデビュー＝入選」に憧れる投稿者は依然多く、部数低迷期にあってもその中から数々の有望新人を発掘していった。新入社員も1名募集するだけで、薄給にもかかわらず100名200名が簡単に集まったという。
1981年に『ガロ』でデビューした特殊漫画家の根本敬は当時の『ガロ』と青林堂について「妖怪みたいなもんですね。そもそも『ガロ』って名前自体が白土三平さんの漫画の中に出てくる妖怪からとられていたんです。ノーギャラなのに、『ガロ』に描きたいって人がわんさかいましたし、青林堂の社員だって給料安いのに、競争率は講談社とか集英社の比じゃなかったですから」と語っている。

### 新世代の『ガロ』
創業者である長井勝一を支持する歴代の作家陣などの精神的・経済的支援や強い継続の声、そして長井の座右の銘「継続は力なり」をモットーに新人発掘の場として細々ながらも刊行は続き、低迷しながらも会社は存続したが、1990年代に入り長井の高齢と経営難から、松沢呉一の仲介でPCソフト開発会社の株式会社ツァイトの経営者である山中潤が1990年9月より青林堂代表取締役社長に就任し経営を引き継ぐ。
1991年3月、『ガロ』別冊として音楽雑誌『REMIX』が創刊、発売元・青林堂、発行元・アウトバーンで刊行。
山中潤は『ガロ』1991年12月号誌上で「『ガロ』は差別をなくす目的で創刊したと聞いている。それは単純に『なくそう』『やめよう』と言うのではなく、自分の体を通してそれを問い直してみようという方法だった。この挑戦の姿勢こそ今も続くこの雑誌の本質だ。それは表現としての漫画の可能性を作り出し、今日の漫画に多大な影響を与えた。90年代、僕は『ガロ』を商業ベースに乗せて漫画雑誌を中核に置いたマルチメディア出版社にしていきたい」と宣言し、長井勝一と『ガロ』、青林堂は三位一体であると改めて確認、その形を維持させながら、山中は慎重に会社としての経営、財務と営業、また出版社としての編集体制などを建て直すことに着手する。1992年には長井が編集長を辞し、山中が編集長に就任する。この頃、雑誌『SPA!』に『ゴーマニズム宣言』を連載していた小林よしのりがご成婚パレードでオープンカーに乗った皇太子妃雅子が「天皇制反対ーっ」と叫びながら周囲に大量の爆弾を投げつけるという漫画を描き、『SPA!』に掲載拒否されて『ガロ』に持ち込み、無事掲載されるという出来事があった（この漫画は『ガロ』1993年9月号特集「三流エロ雑誌の黄金時代」に特別編として掲載されている）。
1993年には月刊『ガロ』創刊30周年記念作として、障害者プロレスのドキュメンタリー映画『無敵のハンディ・キャップ』を製作。また経営母体となるツァイトでも『ねじ式』を始めとする『ガロ』の名作漫画のPCゲーム化や、根本敬や幻の名盤解放同盟が監修した特殊な映像作品のビデオ化を行う。1994年には青林堂とツァイトとの共同であがた森魚監督による映画『オートバイ少女』を製作するなど、積極的にメディアミックスを展開した。こうした映画のタイアップ企画や『南くんの恋人』『ねこぢるうどん』『おもひでぽろぽろ』のヒットなどで単行本が好調となり、この頃には原稿料も幾らかは支払われるようになった。1995年には青林堂のトレードマークであった神田神保町の材木屋2階から渋谷区初台の雑居ビル8階に社屋を移転する。

### 内部の軋轢、『ガロ』休刊へ
順風満帆に見えた『ガロ』であったが、親会社のツァイトがPCソフトのプラットフォームがMS-DOSからWindowsへと変わる時代の変化に乗り遅れ、経営が悪化。1996年には青林堂創業者で初代編集長であった長井勝一が死去する。
その後、山中は来るべきインターネット時代を先取りし、1997年当時としては画期的であったインターネットとコミックの融合雑誌『デジタルガロ』（編集長・白取千夏雄）刊行に着手する。だが編集部内では、インターネットを『ガロ』にはそぐわないものとする守旧派と白取ら推進派が対立し、その結果白取は『ガロ』副編集長のままツァイトへ移籍して『デジタルガロ』の編集にあたるという、変則的な事態を迎えることとなった。
この先見的な試みは、山中社長が強引に搬入部数を10万部まで増やしたため結果的に失敗（最終的な実売は15000 - 18000部）に終わり、大赤字を出すこととなった。この『デジタルガロ』失敗に加えて、社長交代話を巡って経営陣と編集部が対立し、手塚能理子を筆頭とする編集陣が事前連絡も無いまま保管してあった作家の原稿を持ち去り、1997年7月7日付をもって一斉に集団退社するという内紛騒動が発生する。これがきっかけとなりツァイトは倒産し、『ガロ』は休刊に追い込まれた。後に退社組は青林堂の後継と称して新出版社「青林工藝舎」を興す。
社員を失った青林堂は体制を立て直すため新社員を募集。福井源が経営を引き継ぎ、白取千夏雄の仲介で編集長に長戸雅之を招く。1998年1月より青林堂は『ガロ』を復刊させるが、同年9月には再び休刊した。
『ガロ』2度目の休刊後、ねこぢるのグッズを販売していた大和堂の蟹江幹彦が1999年より青林堂の経営を引き継ぎ、休刊していた『ガロ』を2000年1月より復刊させるが、採算が見込めず2001年半ばより隔月刊となり、2002年半ばから季刊誌へと移行。そして2002年10月号を最後に休刊する。

### 漫画出版から総合出版、右派路線へ
2002年より青林堂グループの青林堂ネットコミュニケーションズが青林堂B.O.Dシリーズとして過去の名作漫画のオンデマンド出版を行っていたが、2000年代半ばには新作の供給が途絶えた。2003年3月にタカラが青林堂グループ会社の青林堂ビジュアルを子会社化するが、1億円の負債を抱え2012年1月に特別清算される形で消滅。2009年から定期刊行を始めた成年向け漫画雑誌『ぷるるんMAX』も2011年3月を以って休刊となった。
現社長の蟹江幹彦は、青林堂の路線変更は「経営上の問題」によるもので、「他のジャンルの売り上げが減った分を保守本が補填してくれている」と取材に答えている。また、別の取材に対して青林堂の現社員は「憲法21条で言論、表現、出版の自由が認められている。うちのような本も左翼の本も出版されていて、読んだ上で論争が行われているのが正常な社会なのではないでしょうか」「『ガロ』が休刊したのは2002年。時代が違います」と述べている。2017年に大手マスコミで青林堂について報道された際は、「かつてガロを刊行していた」など過去形で言及されている。
なお元青林堂社長の山中潤は青林堂に関連する一連の報道について「現在の青林堂は名前は同じであっても、創業者の長井勝一とはまるで関係のない、単に株式を取得した人間が、元々の青林堂や『ガロ』の精神とは関係のないところで行っている全然別の事業に過ぎず、元々の『ガロ』とは無関係です」「私より、かつてのガロ・青林堂を愛して下さった、読者・作家・関係者、そして『ガロ』を今でも愛し続けてくださるファンの皆様が、様々な誤解や偏見に晒されることもあるかと思いましたのでこのような文章を記させていただきました」という声明を出しており、現社長の蟹江幹彦についても「ガロ編集部との付き合いは極めて薄く、長井氏とは面識もありません」と語っている。

## 裁判
- 青林堂の分裂騒動後、青林工藝舎の手塚能理子社長との間で訴訟継続中であったが和解で終了した旨が『ガロ』2002年2月号と『アックス』25号に掲載された。
- 2013年11月に出版の井上太郎著『日本のために 井上太郎＠kaminoishi』によって名誉を毀損されたとして、対レイシスト行動集団構成員の木野寿紀が青林堂を提訴。2015年6月15日に和解が成立し、木野に慰謝料25万円を支払い、公式ウェブサイトから記事を削除して謝罪文を掲載し、該当記載を削除した書籍の改訂版を出版することで合意している[45][46]。著者の井上への提訴も行う意向であったが、井上の「所在がつかめなかった」ために、訴訟を取り下げている[45]。
- 2019年、青林堂から出版された田岡春幸の著作で労働組合のプレカリアートユニオンと組合員と内容をめぐり名誉毀損を問う裁判が起こった。同年12月被告の青林堂と田岡と原告の労働組合と組合員は被告の謝罪と和解金40万円の支払い、及び名誉を毀損した著作の販売終了で和解した[47]。

### 元社員による提訴　青林堂事件
- 男性社員へのパワハラ行為や東京管理職ユニオンの脱退の強要、労働契約書の一方的な調印、他社員との隔離的待遇や嫌がらせがあったとして、東京都労働委員会によって不当労働行為だとして訴えられており[48]、2017年2月には社員が会社を相手取り、損害賠償を求める訴訟を東京地裁に提起している[29]。東京都労働委員会は2017年3月28日、青林堂に対し、社員の組合活動に対する介入をしない、文書掲示の命令書を出した。これは社員の主張が全て救済された事を意味する[49]。
- 元男性社員は2017年末日に青林堂を退社、労働委員会及びユニオンとの訴訟は2019年現在まだ終わっていない[50]。
  - 社長の蟹江幹彦は従業員に対し12月3日、会社内において従業員らが同席する中「全ての元凶はユニオンなわけよ。君がユニオン辞めれば、普通にみんな付き合う」「まあ、こういうこと言うと、支配介入って言われるけどな」「何でも言うよ。君が嫌いじゃなくて、ユニオンが嫌いなんだから」などの発言を行った。労働委員会での話し合いで蟹江はこの発言は精神衰弱状態のものであり責任能力がないと主張、しかし医師の診断書には記述がなく労働委員会は一連の発言を支配介入であると判断した[51]。
  - 原告側弁護士の佐々木亮は「青林堂は、これは左翼の陰謀であるなどと言っているようであるが、最初に言っておきたいことは『パワハラに右翼も左翼も関係ない』ということである」「もちろん、青林堂からみた『左翼団体』においてもパワハラは存在する。私はその場合でも、特に躊躇することなく、被害者となった労働者の権利擁護をしたいと考えているし、実際にしてきた実績がある」「なお、対話者に無断で録音することが違法であるかのような誤解があるが、そんなことはない。職場におけるトラブルがある場合に、証拠保全の意味で録音することは問題ない。むしろ、労働者が取りうる唯一の証拠収集における対抗手段といっても過言ではない」「青林堂社長の主張内容が、事実に反していたり、社員や所属労組の名誉を傷つけたりしている場合は、別のところで反論をさせていただくし、裁判における請求の拡張に利用させていただくこともある」「青林堂事件は、ハラスメントの陰湿さと、それを支える証拠が多くあることでたくさんの注目を集めた。しかし、俯瞰的に見れば、これはわが国にはびこるパワハラ事件の一つに過ぎないのである。もっとも、一つに過ぎないとしても、これだけ注目が集まった事件である。青林堂には、パワハラを行ったことについて、しっかり責任を取っていただきたい」と反論している[52]。
  - 2019年7月、東京地裁で青林堂が男性に謝罪するという形で和解が成立した。しかし、会社のホームページ上には「素行不良の半年勤務の契約社員」「（ユニオンの街宣では）何故かハングル語が飛び交い」など男性や男性の所属する労働組合を中傷するような内容（いずれも裁判では否定されている）が継続して掲載されていることから、男性は8月6日に会見を開き「やっと終われるかなと思ったのに残念です」と述べ、法的措置も検討するとしている。また東京管理職ユニオンは青林堂が2016年に出版した書籍『中小企業がユニオンに潰される日』について男性と組合を中傷する内容を掲載したとして名誉毀損の訴訟を起こしており、男性とユニオン側は「和解したのに反省の色がない」と憤りをあらわにしている。なお、青林堂の蟹江幹彦はこの裁判について「書籍の表現の自由に関する件での裁判」と説明している[53]。

## 年表
- 1962年（昭和37年） 長井勝一により神田神保町に設立。
- 1964年（昭和39年）7月24日 『月刊漫画ガロ』創刊。
- 1972年（昭和47年）高野慎三退社、北冬書房を設立。南伸坊が入社し後に編集長に。
- 1990年 ツァイトに経営譲渡。ツァイト社長の山中潤が社長に就任。
- 1991年 ガロ増刊として『REMIX (雑誌)』を創刊（発行はアウトバーン）。
- 1992年 山中が編集長となり、長井が会長に就任。
- 1994年 『月刊ガロ』創刊30周年記念パーティー。
- 1995年 長井が日本漫画協会選考委員特別賞を受賞。
- 1995年 神田神保町の材木屋から渋谷区に社屋を移転。
- 1997年 ガロ8月号を出した後、編集部員が総退社し休刊。退社組は後に「青林工藝舎」を興す。
- 1998年 ガロを1月号より復刊　9月号までで再度休刊。
- 2000年 ガロを1月号より復刊　年半ばに隔月刊化。
- 2001年 ガロ再々度休刊　今次は事実上廃刊。
- 2011年『ジャパニズム』創刊[54]。
- 2020年『ジャパニズム』休刊[55]。

## 参考書籍
- 長井勝一『「ガロ」編集長』（1987年 筑摩書房）
- ガロ史編纂委員会『ガロ曼陀羅』（1991年 TBSブリタニカ）
- 高野慎三『つげ義春1968』（2002年 筑摩書房）
- 白取千夏雄＋手塚能理子「“ガロ”のまんが道」（ワイズ出版『キッチュ』2016年 - 2019年）
- 大泉実成＋加藤直樹＋木村元彦『さらば、ヘイト本！嫌韓反中本ブームの裏側』（2015年 ころから）
- 白取千夏雄『全身編集者』（2019年 おおかみ書房）